# Pterolophia serricornis
Pterolophia serricornis là một loài bọ cánh cứng trong họ Cerambycidae.